# Wako (piraten)

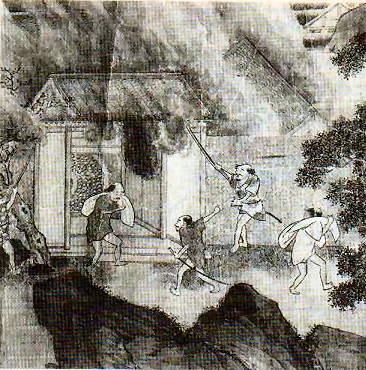
Een aanval door de wakō, 16de-eeuws schilderij

Wakō (倭寇) waren Japanse zeerovers die de kusten van China en Korea onveilig maakten van het begin van de 13de tot het einde van de 16de eeuw.

## Betekenis
Wa(倭) slaat op de oorspronkelijke naam voor Japan en kō (寇), met als betekenis 'bandiet', alsook 'vijand' en 'binnendringer'.
Ondanks de naam waren niet alle wakō Japanners. Aanvankelijk werden wakō-aanvallen vooral uitgevoerd door Japanners, alsook een kleiner aantal Koreanen. Tegen de 16de eeuw bestonden ze echter uit een merendeel Chinezen en kleinere hoeveelheden Japanners en Koreanen. Men schat dat ongeveer 70% uit Chinezen bestond en de overige 30% van Japanse, Koreaanse en andere nationaliteiten waren.

## Geschiedenis

### Eerste fase

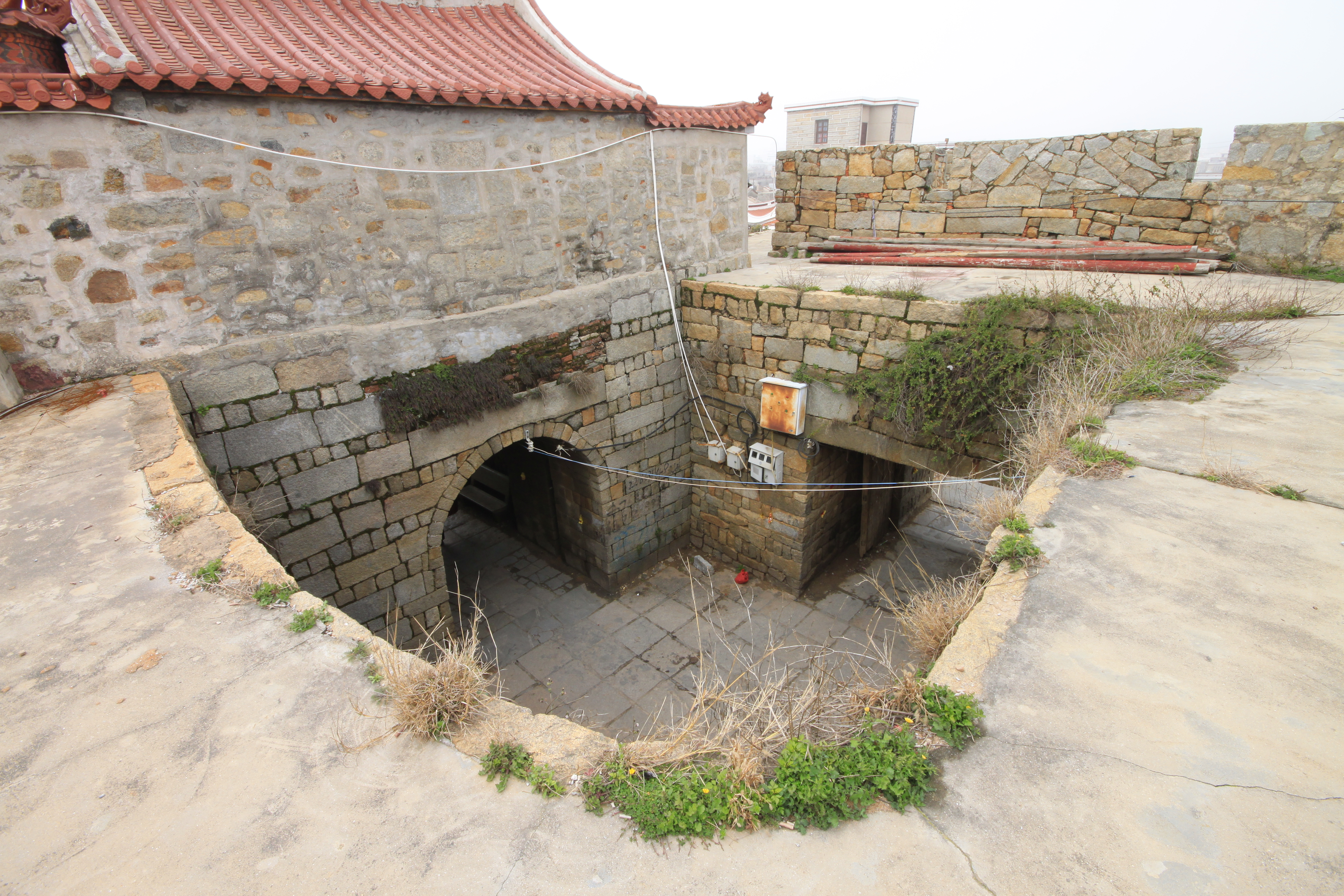
Een van de poorten van het fort van Chongwu, gebouwd aan de Koreaanse kust

De eerste geschreven vermelding van de wakō dateert van mei 1223 toen piraten het Koreaanse kustgebied Kumjo aanvielen. De wakō-aanvallen herhaalden zich over de volgende paar jaren. De Koreaanse Goryeodynastie verzocht daarom het Japanse Kamakura-shogunaat om de aanvallen een halt toe te roepen. Omwille van de voortdurende dreiging van wakō-aanvallen werden kuststeden versterkt om weerstand te kunnen bieden tegen de wakō. Verder werden de wakō ook door Japanse daimyō (大名]) ingehuurd om de Mongoolse invasie tegen te houden. De wakō hadden immers kennis van zeevaart en waren geharde vechters. Het einde van de Mongoolse dreiging betekende ook het afbrokkelen van zowel het Kamakura-shogunaat als de Goryeodynastie. Het zwakke staatsbestel in zowel Japan als Korea gaf grote bewegingsvrijheid aan de wakō.

### Tweede fase
Door het verzwakte bestuur in Japan en Korea hadden de piraten vrij spel. De aanvallen op Koreaanse steden gebeurden vaker en op grotere schaal dan voorheen. Zelfs de toenmalige hoofdstad van Korea werd meerdere malen geplunderd. Het zijn deze herhaalde plundering van Koreaanse steden die de macht van de Goryeodynastie verder deden afbrokkelen. De Goryeodynastie kwam ten val in 1392 na een staatsgreep door Yi Seong-gye. Yi Seong-gye was een Koreaanse generaal die meerdere successen behaald had tegen de piraten.
Ook aan Japanse kant besloot het Ashikaga-shogunaat om het probleem van de wakō aan te pakken. In 1381 werd een bevel uitgevaardigd die de 'slechte bendes' (akutō, 悪党) verbood om Goryeo te plunderen of aan te vallen.

### Derde fase
Vanaf het begin van de 14de eeuw werd ook China doelwit van de wakō. Dit markeert het begin van een periode waar afwisselend Koreaanse en Chinese kustgebieden aangevallen werden door de zeerovers, een periode die zou duren tot 1419. In 1419 kregen de wakō namelijk twee zware tegenslagen te verduren:
- De Koreanen voerden een invasie uit op Tsushima[6]. Het eiland werd niet ingenomen door de Koreanen, maar de Sō-clan die over Tsushima heerste[7] sloot een verdrag met de Koreaanse Joseondynastie. In ruil voor handelsrechten met de Joseondynastie, zorgde de Sō-clan ervoor dat geen wakō meer vanaf Tsushima de Koreaanse kust zouden plunderen.
- Een grote piratenvloot van Tsushima die China wou aanvallen werd verrast door een Chinese troepenmacht en bijna volledig vernietigd voor de kust van de Chinese provincie Liaodong. Hoewel de wakō daarna nog wel sporadisch China aandeden werd dit gebied vermeden.

Deze twee nederlagen zorgden voor een verminderingen in de intensiteit van wakō-aanvallen voor een korte tijd tot aan het midden van de 16de eeuw.

### Vierde fase
De bloeiperiode voor de wakō kwam tijdens de late Ming-dynastie. De Ming-dynastie had zich na een periode van grote openheid afgesloten van de buitenwereld. Chinezen mochten geen zeewaardige schepen meer bouwen en het land niet meer verlaten, wat het ontstaan van illegale praktijken en handel in de hand werkte.
Het beperkende economische beleid van de Ming-dynastie zorgde ervoor dat veel Chinezen probeerden om op illegale wijze betere levensomstandigheden te verwerven. Dit deden ze onder andere door zich bij de wakō aan te sluiten. De rangen van de wakō werden nu gedomineerd door Chinezen en procentueel zaten er nog maar weinig Japanners in hun gelederen.
De frequentie en schaal van de aanvallen en plundertochten steeg bijgevolg aanzienlijk. De wakō profiteerden ook van het verbod op buitenlandse handel waaraan Chinezen gehoor moesten geven. Ze stelden zich op als tussenfiguur in de handel en konden zo veel winst opstrijken.

### Het einde van de wakō
De twee belangrijkste redenen voor het verdwijnen van de wakō zijn:
- De Portugese aanwezigheid in de regio in het kader van handel. Ze beschikten over betere schepen[9] dan de wakō en vormden zo een moeilijker doelwit om aan te vallen. In 1553 kregen de Portugezen toestemming om zich in Macau te vestigen en van daaruit op legale manier handel te drijven in Azië. Zo waren de Portugezen ook een concurrent op handelsvlak, ze vroegen immers lagere prijzen dan de wakō[10].
- De politiek van de Japanse krijgsheer Toyotomi Hideyoshi (豊臣秀吉). Hij ging in 1588 verder met de 'zwaardenjacht'[11], hierdoor zorgde hij ervoor dat niemand behalve de krijgersklasse[12] wapens mocht bezitten. Dit betekende dat de wakō veel moeilijker aan wapens konden geraken. Hideyoshi dwong ook de daimyō (大名) om piraterij te verbieden in hun respectievelijke han. Indien dit niet gebeurde kon de daimyō zijn provincie verliezen.

## Uitvalsbasissen

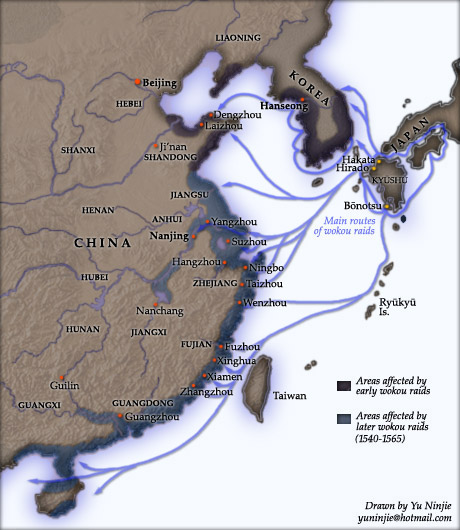
Zestiende-eeuwse wakō-aanvallen tegen China en Korea

De belangrijkste uitvalsbasissen van de wakō waren Tsushima en Iki. De twee eilandjes liggen tussen de Japanse en Koreaanse kust en vormden ideale schuilplaatsen van waaruit snelle acties ondernomen konden worden.
Later ontstonden er ook uitvalsbasissen op Kyūshū die onder de Chinese kust in het vizier hadden.

## Tactiek
De tactiek van de zeerovers draaide om het verrassingseffect en snelheid. De wakō beschikten veelal over informanten op het vasteland zoals verkenners en collaborateurs. Hierdoor waren ze het plaatselijke leger meestal te slim af en voordat deze kon reageren waren ze alweer verdwenen. Op zee gebruikten de zeerovers hun numerieke overwicht en het verrassingselement om de vijand te omsingelen. Vervolgens werd het schip van de slachtoffers geplunderd en in brand gestoken of gestolen. De opvarenden werden gevangengenomen om later als slaaf verkocht te worden.
Ook op het vasteland waren de wakō geduchte tegenstanders. Hier opteerden ze vaak voor guerillatactieken.

## Buit
Het was de wakō vooral te doen om voedsel, slaven, wapenuitrusting en waardevolle voorwerpen. Toen er in Japan burgeroorlog uitbrak werden de slaven en voedsel de belangrijkste buit. Landbouwers werden opgeroepen om als soldaat te dienen, wat betekende dat er een arbeidstekort (en dus voedseltekort) op het platteland ontstond. Deze leemte werd opgevuld door slaven en voedsel verkocht door de wakō.
De wakō toonden zich uitstekende handelaars en onderhielden handelsrelaties met plaatselijke Japanse, Chinese en Koreaanse machthebbers en met het koninkrijk Ryūkyū.